# Melicertus kerathurus
Melicertus kerathurus is een tienpotigensoort uit de familie van de Penaeidae. De wetenschappelijke naam van de soort is voor het eerst geldig gepubliceerd in 1775 door Forskål.